# Lights of London
Lights of London é um filme mudo britânico de 1923, do gênero policial, dirigido por Charles Calvert e estrelado por Wanda Hawley, Nigel Barrie e Warburton Gamble.
É baseado no melodrama da peça de teatro The Lights o' London, de George Robert Sims e foi feito no Lime Grove Studios.

## Elenco
- Wanda Hawley ... Bess Marks
- Nigel Barrie ... Harold Armytage

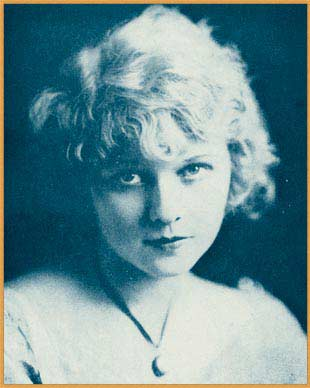
Wanda Hawley

- Warburton Gamble ... Clifford Armytage
- James Lindsay ... Seth Preene
- Mary Clare ... Hetty Preene
- Cecil Morton York ... Sir Oliver Armytage
- Dorothy Fane ... Belle
- A. Harding Steerman ... Bertram Marks
- H.R. Hignett ... Simon Jarvis
- Mary Brough ... Sra. Jarvis